# Moineville
Moineville est une commune française située dans le département de Meurthe-et-Moselle, en région Grand Est.

## Géographie
Moineville est située à une vingtaine de kilomètres au nord-ouest de Metz, en bordure de l'autoroute A4. La superficie du village est de 812 hectares. L'altitude communale varie, depuis le lit de l'Orne  à 185 mètres, jusqu'au sommet du plateau à 240 mètres.
Moineville est composée de trois parties agglomérées : 
- le bourg-centre comprend la mairie, l'église, des commerces et regroupe quelque 500 habitants ;
- Beaumont avec son lotissement Clair Matin rassemble le tiers de la population et abrite l'un des plus importants péages autoroutiers de l'Est de la France (A4) ;
- Le Paradis dont la naissance remonte aux années 1930 lors de l'exploitation de la mine.

Des objets en pierre symbolisent chacun de ces quartiers. À Moineville la taille de la pierre est une tradition forte. Cette tradition et technique est remise au goût du jour en confectionnant différents objets et en réhabilitant aussi beaucoup de murs en pierre de taille.
Dans le hameau de Serry, dont les premiers corps de ferme sont sortis de terre vers l'an mille (statue, stèle, menhir), la commune accueille la base de loisirs Serry Orne loisirs aventures nature (SOLAN).
Cette commune est un village-frontière avec l'Allemagne entre 1871 et 1918.
Village avant tout rural, Moineville connaît de forts bouleversements avec l'ouverture de la mine en 1930. La cohabitation entre agriculteurs et mineurs n'est d'ailleurs pas des plus faciles. En 1959, l'Espérance, premier lotissement de mineurs voit le jour. Dans les années 1960, la population commence à décliner avec les premiers soubresauts sidérurgiques. La redynamisation du village intervient dans les années 1970 avec la construction successive de plusieurs lotissements qui entraîne un renouvellement massif de la population.
|           | Valleroy   |                         |
| Hatrize   | Moineville | Auboué                  |
| Giraumont | Batilly    | Sainte-Marie-aux-Chênes |

### Hydrographie

#### Réseau hydrographique
La commune est dans le bassin versant du Rhin au sein du bassin Rhin-Meuse. Elle est drainée par le ruisseau de l'Abreuvaux, le ruisseau de l'Hamecon, le ruisseau le Rawe, l'Orne et le Rupt de Fournelle,.
Le Rawe, d'une longueur de 18 km, prend sa source dans la commune de Norroy-le-Sec et se jette  dans l'Orne sur la commune, après avoir traversé six communes.

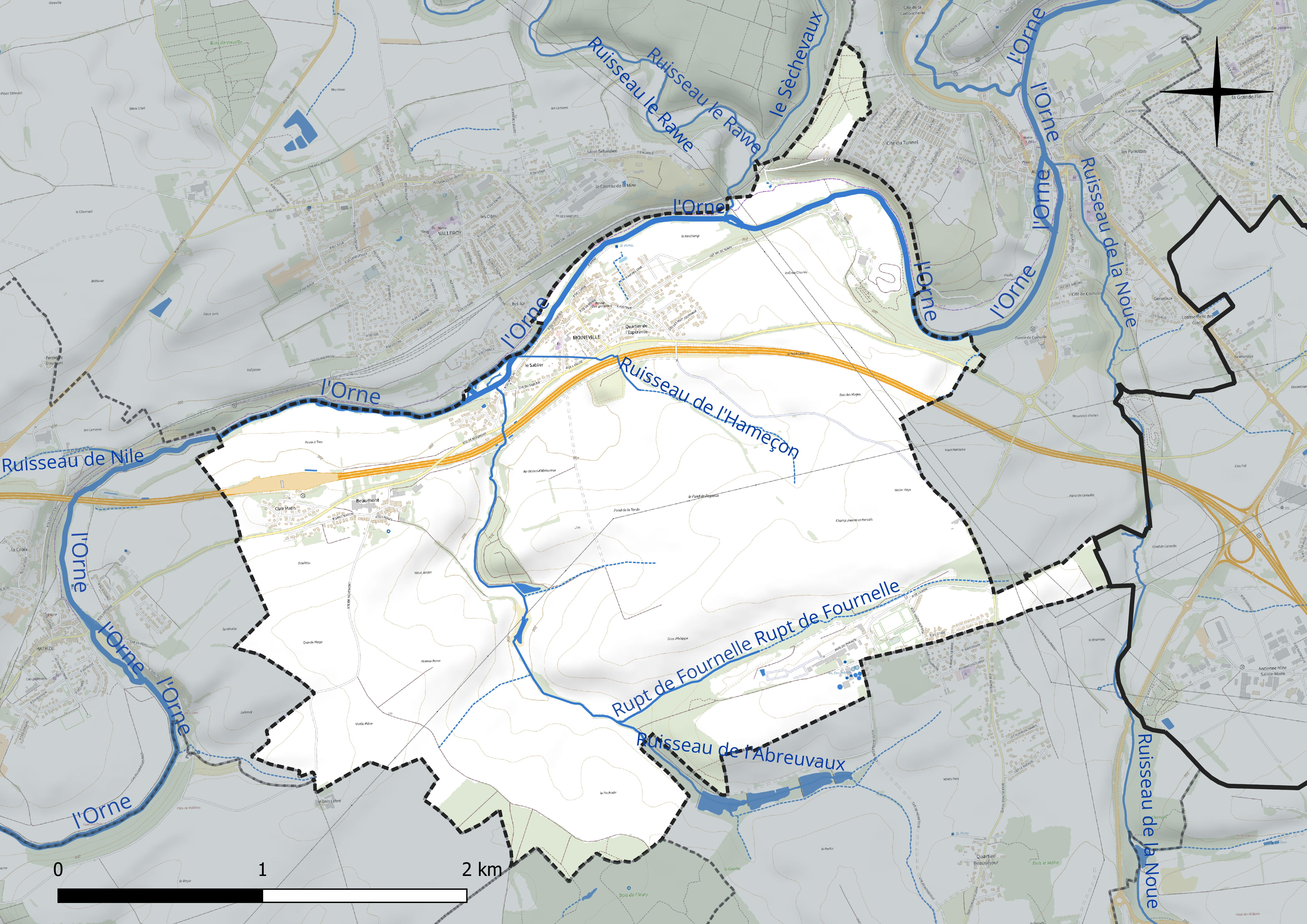
Réseau hydrographique de Moineville.

#### Gestion et qualité des eaux
Le territoire communal est couvert par le schéma d'aménagement et de gestion des eaux (SAGE) « Bassin ferrifère ». Ce document de planification concerne le périmètre des anciennes galeries des mines de fer, des aquifères et des bassins versants hydrographiques associés qui s’étend sur 2 418 km2. Les bassins versants concernés sont celui de la Chiers en amont de la confluence avec l'Othain, et ses affluents (la Crusnes, la Pienne, l'Othain), celui de l'Orne et ses affluents et celui de la Fensch, le Veymerange, la Kiesel et les parties françaises du bassin versant de l'Alzette et de ses affluents (Kaylbach, ruisseau de Volmerange). Il a été approuvé le 27 mars 2015. La structure porteuse de l'élaboration et de la mise en œuvre est la région Grand Est. 
La qualité des cours d’eau peut être consultée sur un site dédié géré par les agences de l’eau et l’Agence française pour la biodiversité. 

### Climat
Pour des articles plus généraux, voir Climat du Grand Est et Climat de Meurthe-et-Moselle.
En 2010, le climat de la commune est de type climat des marges montargnardes, selon une étude du Centre national de la recherche scientifique s'appuyant sur une série de données couvrant la période 1971-2000. En 2020, Météo-France publie une typologie des climats de la France métropolitaine dans laquelle la commune est exposée à un climat semi-continental et est dans la région climatique  Lorraine, plateau de Langres, Morvan, caractérisée par un hiver rude (1,5 °C), des vents modérés et des brouillards fréquents en automne et hiver. 
Pour la période 1971-2000, la température annuelle moyenne est de 9,6 °C, avec une amplitude thermique annuelle de 16,5 °C. Le cumul annuel moyen de précipitations est de 761 mm, avec 12 jours de précipitations en janvier et 9,1 jours en juillet. Pour la période 1991-2020, la température moyenne annuelle observée sur la station météorologique de Météo-France la plus proche, « Doncourt-lès-Conflans », sur la commune de Doncourt-lès-Conflans à 7 km à vol d'oiseau, est de 10,7 °C et le cumul annuel moyen de précipitations est de 710,3 mm. 
La température maximale relevée sur cette station est de 40,9 °C, atteinte le 25 juillet 2019 ; la température minimale est de −16,5 °C, atteinte le 26 décembre 2010,,. 
Les paramètres climatiques de la commune ont été estimés pour le milieu du siècle (2041-2070) selon différents scénarios d'émission de gaz à effet de serre à partir des nouvelles projections climatiques de référence DRIAS-2020. Ils sont consultables sur un site dédié publié par Météo-France en novembre 2022.

## Urbanisme

### Typologie
Au 1er janvier 2024, Moineville est catégorisée commune rurale à habitat dispersé, selon la nouvelle grille communale de densité à sept niveaux définie par l'Insee en 2022.
Elle appartient à l'unité urbaine de Valleroy, une agglomération intra-départementale regroupant deux  communes, dont elle est une commune de la banlieue,,. Par ailleurs la commune fait partie de l'aire d'attraction de Metz, dont elle est une commune de la couronne,. Cette aire, qui regroupe 245 communes, est catégorisée dans les aires de 200 000 à moins de 700 000 habitants,.

### Occupation des sols
L'occupation des sols de la commune, telle qu'elle ressort de la base de données européenne d’occupation biophysique des sols Corine Land Cover (CLC), est marquée par l'importance des territoires agricoles (83,7 % en 2018), en diminution par rapport à 1990 (84,9 %). La répartition détaillée en 2018 est la suivante : terres arables (72,2 %), prairies (11,5 %), zones urbanisées (11,2 %), forêts (5,1 %). L'évolution de l’occupation des sols de la commune et de ses infrastructures peut être observée sur les différentes représentations cartographiques du territoire : la carte de Cassini (XVIIIe siècle), la carte d'état-major (1820-1866) et les cartes ou photos aériennes de l'IGN pour la période actuelle (1950 à aujourd'hui).

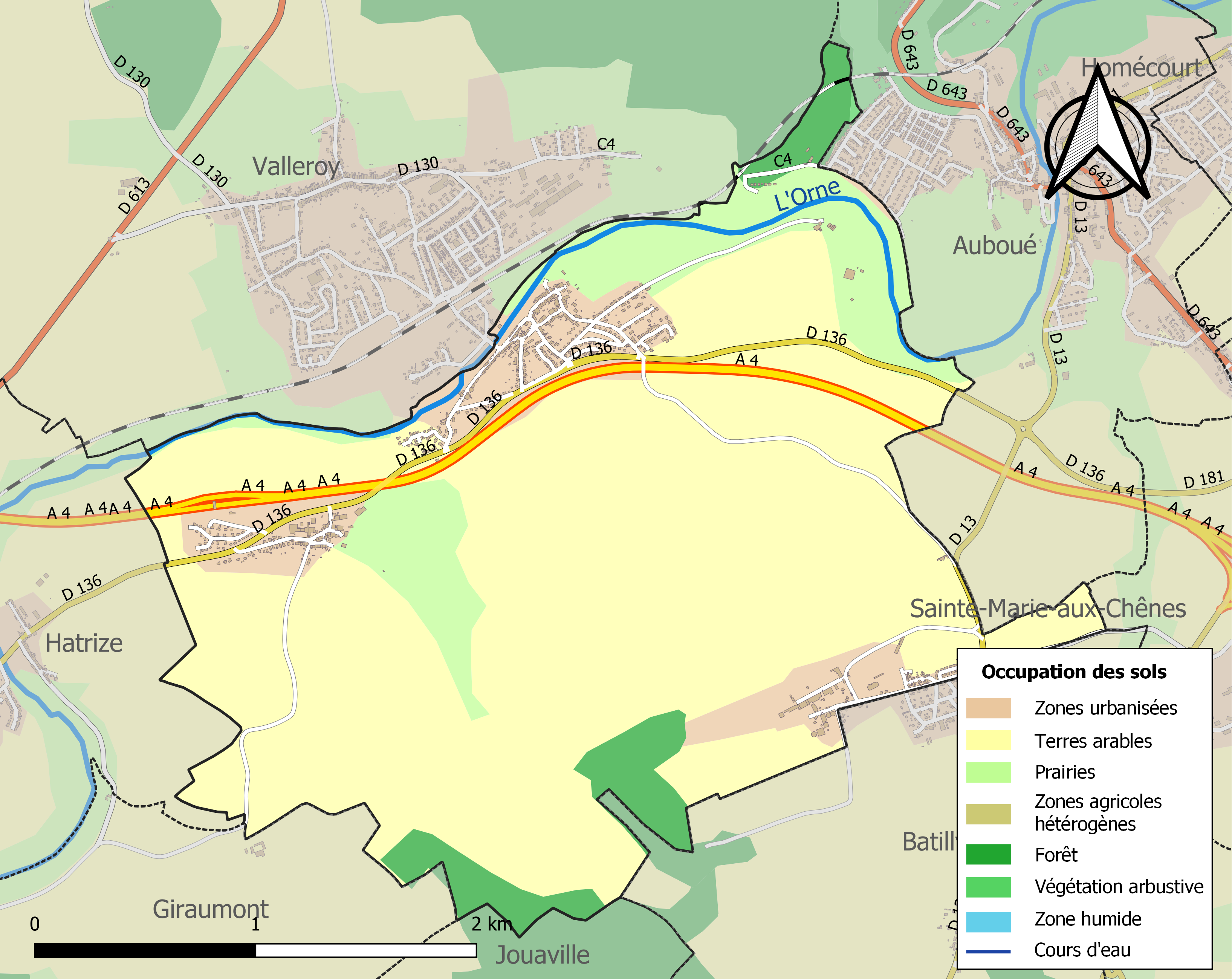
Carte des infrastructures et de l'occupation des sols de la commune en 2018 (CLC).

## Toponymie
Le nom de la localité est attesté sous les formes Moyennivilla (875) ; Moinevelle (1347) ; Moinville, Moinneville (XVe siècle) ; Moieneville (1418) ; Moyneville (1594) ; Moygnyville (XVIIe siècle) ; Moynneville (1616) ; Moinville-sur-Orne (1648) ; Mouneville (1663) ; Meneville (1756).

## Histoire
Moineville est une ancienne seigneurie  de la famille de Gourcy, famille à laquelle appartient Charles Henri Léopold, comte de Gourcy et du Saint-Empire, seigneur de Moineville, grand veneur de Son Altesse Royale le roi de Prusse.
En 1817, Moineville, village de l'ancienne province du Barrois sur la rive droite de l'Orne, a pour annexe le hameau de Beaumont et la ferme de Serry. À cette époque il y a 289 habitants répartis dans 55 maisons.

## Politique et administration
| Période                                  | Période  | Identité                                          | Étiquette | Qualité                       |
| ---------------------------------------- | -------- | ------------------------------------------------- | --------- | ----------------------------- |
| Les données manquantes sont à compléter. |          |                                                   |           |                               |
| 1977                                     | 2001     | Gérald Gil                                        | PS        | Professeur des écoles         |
| mars 2001                                | En cours | Christian Lombard, Réélu pour le mandat 2020-2026 | PS        | Cadre de la fonction publique |

## Population et société

### Démographie
L'évolution du nombre d'habitants est connue à travers les recensements de la population effectués dans la commune depuis 1793. Pour les communes de moins de 10 000 habitants, une enquête de recensement portant sur toute la population est réalisée tous les cinq ans, les populations de référence des années intermédiaires étant quant à elles estimées par interpolation ou extrapolation. Pour la commune, le premier recensement exhaustif entrant dans le cadre du nouveau dispositif a été réalisé en 2005.

En 2022, la commune comptait 1 097 habitants, en évolution de +1,11 % par rapport à 2016 (Meurthe-et-Moselle : −0,13 %, France hors Mayotte : +2,11 %).
| 1793 | 1800 | 1806 | 1821 | 1836 | 1841 | 1861 | 1866 | 1872 |
| ---- | ---- | ---- | ---- | ---- | ---- | ---- | ---- | ---- |
| 248  | 182  | 269  | 299  | 377  | 347  | 397  | 416  | 368  |

| 1876 | 1881 | 1886 | 1891 | 1896 | 1901 | 1906 | 1911 | 1921 |
| ---- | ---- | ---- | ---- | ---- | ---- | ---- | ---- | ---- |
| 395  | 393  | 385  | 362  | 339  | 444  | 545  | 582  | 501  |

| 1926 | 1931 | 1936 | 1946 | 1954 | 1962 | 1968 | 1975 | 1982 |
| ---- | ---- | ---- | ---- | ---- | ---- | ---- | ---- | ---- |
| 577  | 595  | 527  | 529  | 592  | 776  | 747  | 705  | 866  |

| 1990 | 1999 | 2005  | 2006  | 2010  | 2015  | 2020  | 2022  | - |
| ---- | ---- | ----- | ----- | ----- | ----- | ----- | ----- | - |
| 864  | 877  | 1 048 | 1 067 | 1 106 | 1 083 | 1 065 | 1 097 | - |

Dernier recensement complémentaire : 1098 habitants

## Culture locale et patrimoine

### Lieux et monuments
- nécropole mérovingienne fouillée au XIXe siècle ;
- colombier rond du XVIIIe siècle ;
- moulin du XIXe siècle ;
- l'église paroissiale Saint-Nicolas construite vers 1886-1887, a remplacé une église reconstruite en 1770 avec un chœur et une tour-clocher peut-être romans ;
- base de loisirs Solan qui propose des activités telles que : tir à l'arc, quad, beach soccer, tennis, kayak , etc.

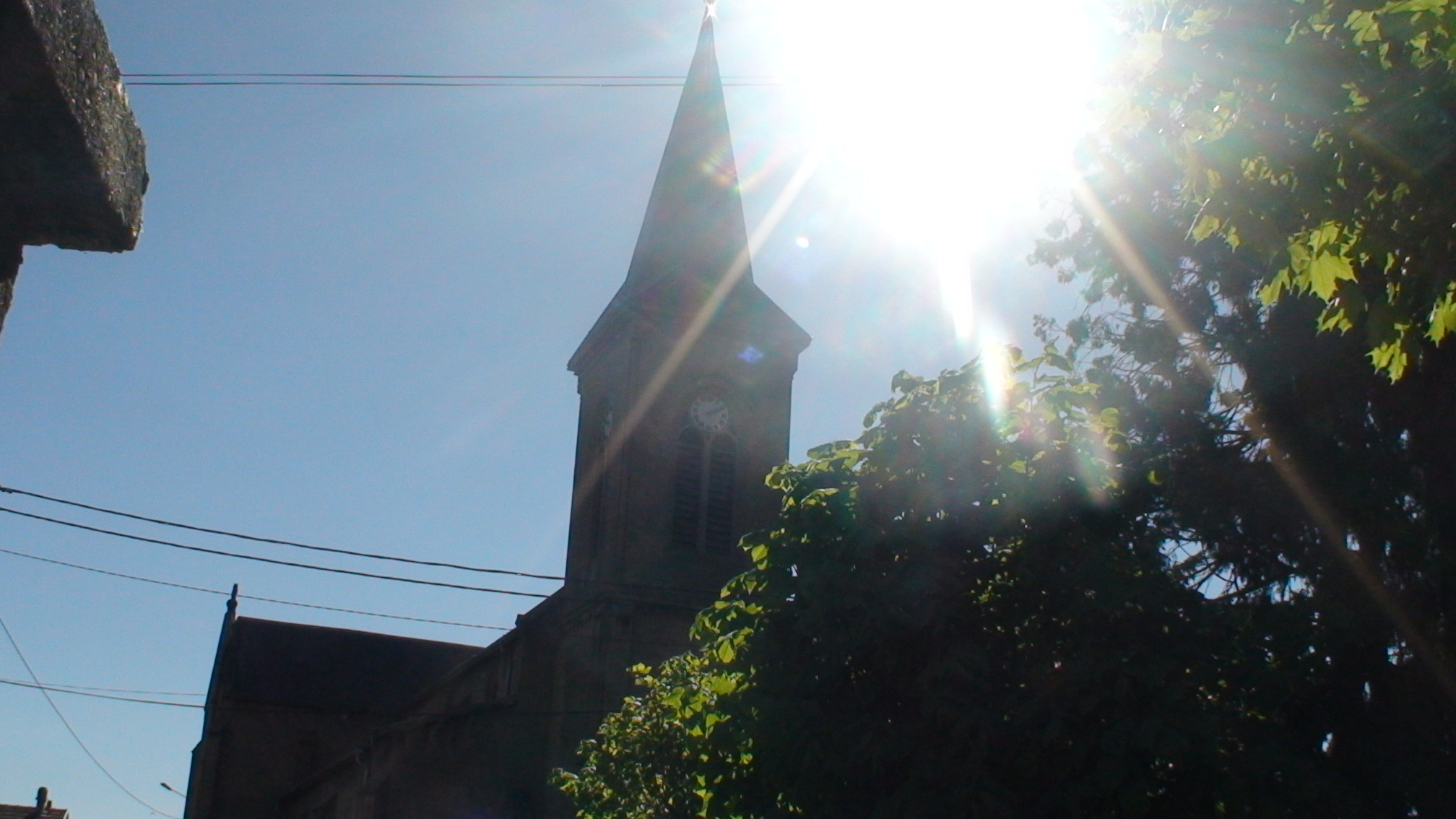
Église de Moineville.
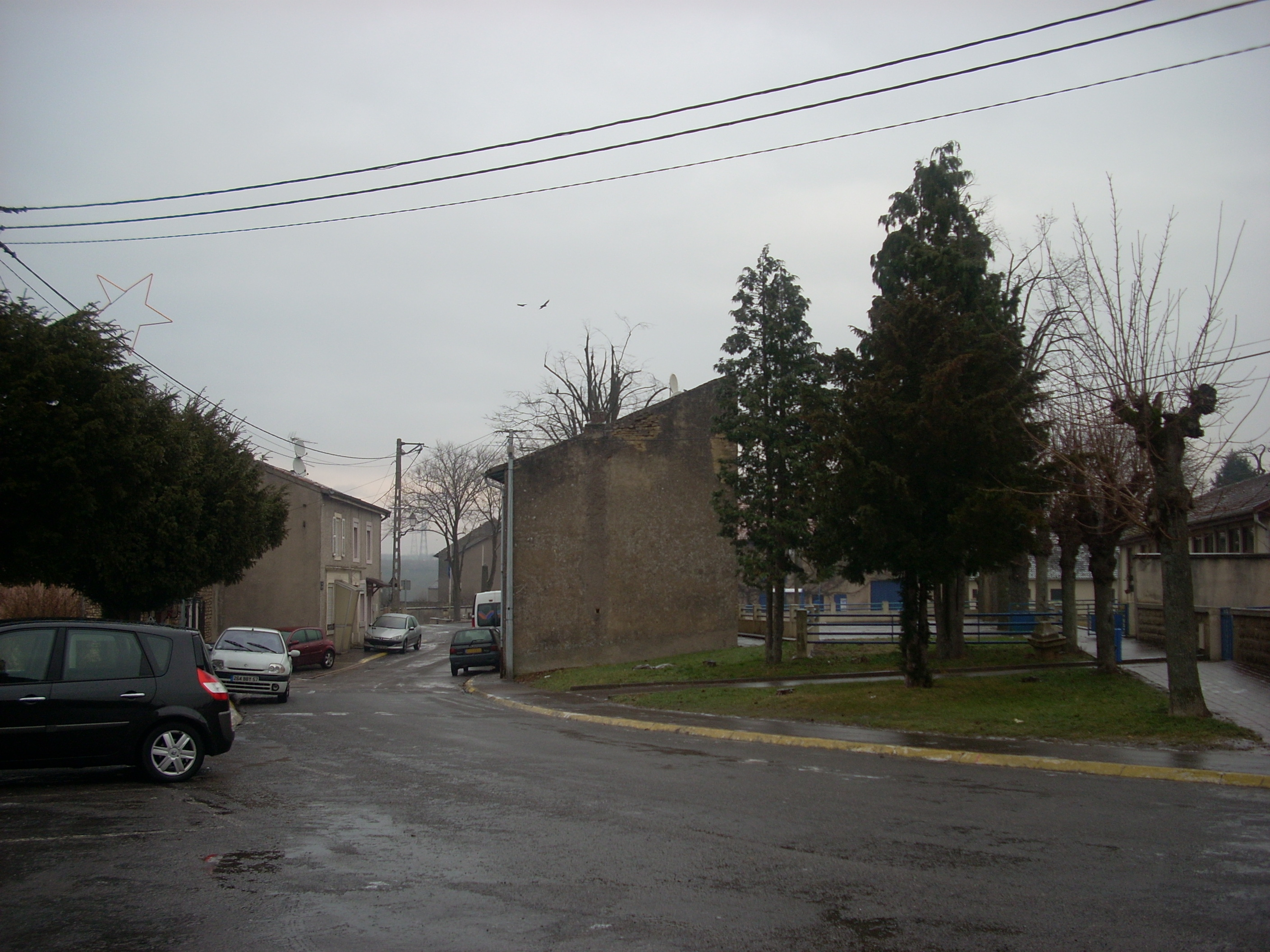
Quartier de l'église.
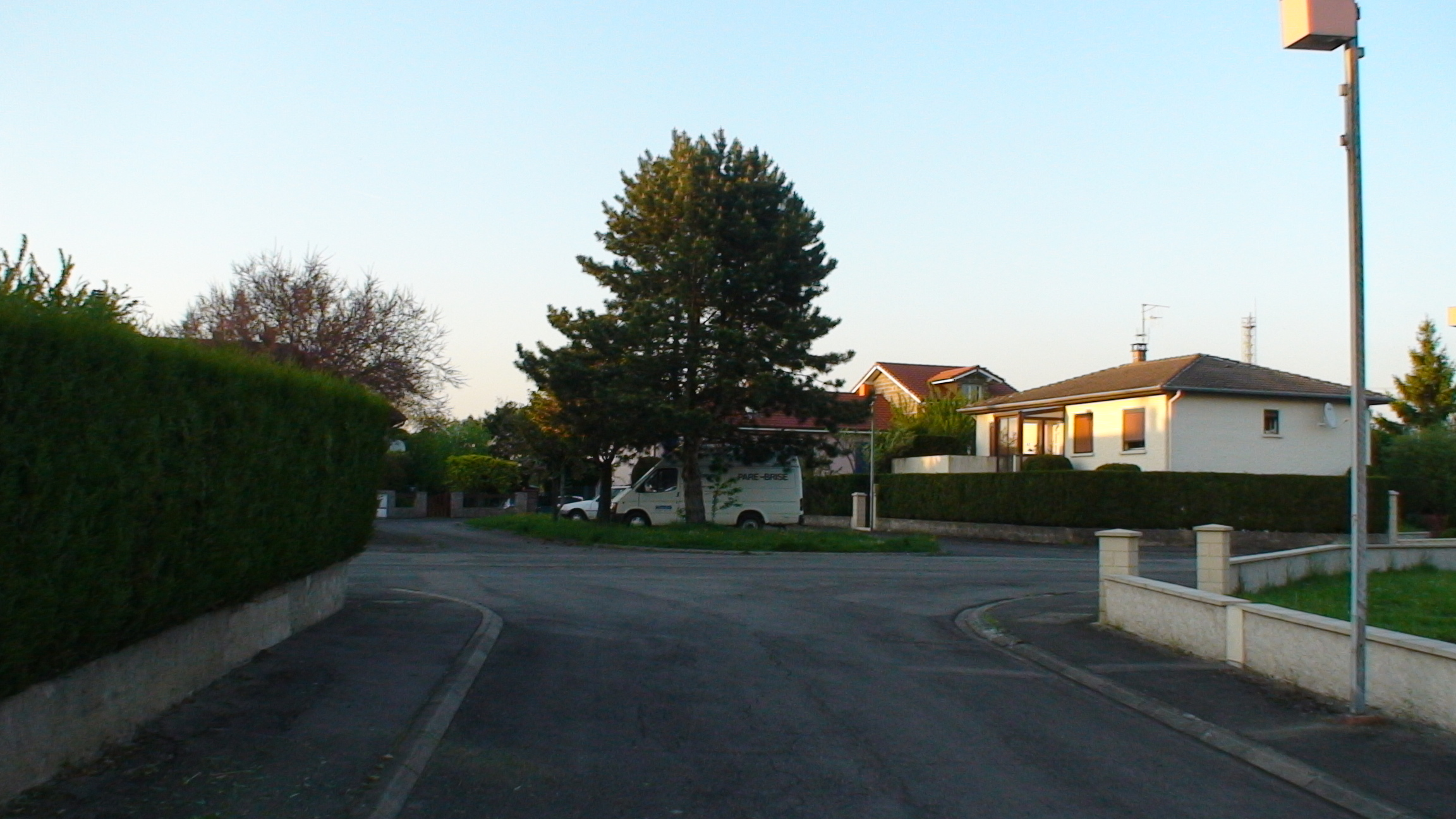
Lotissement Clair matin.
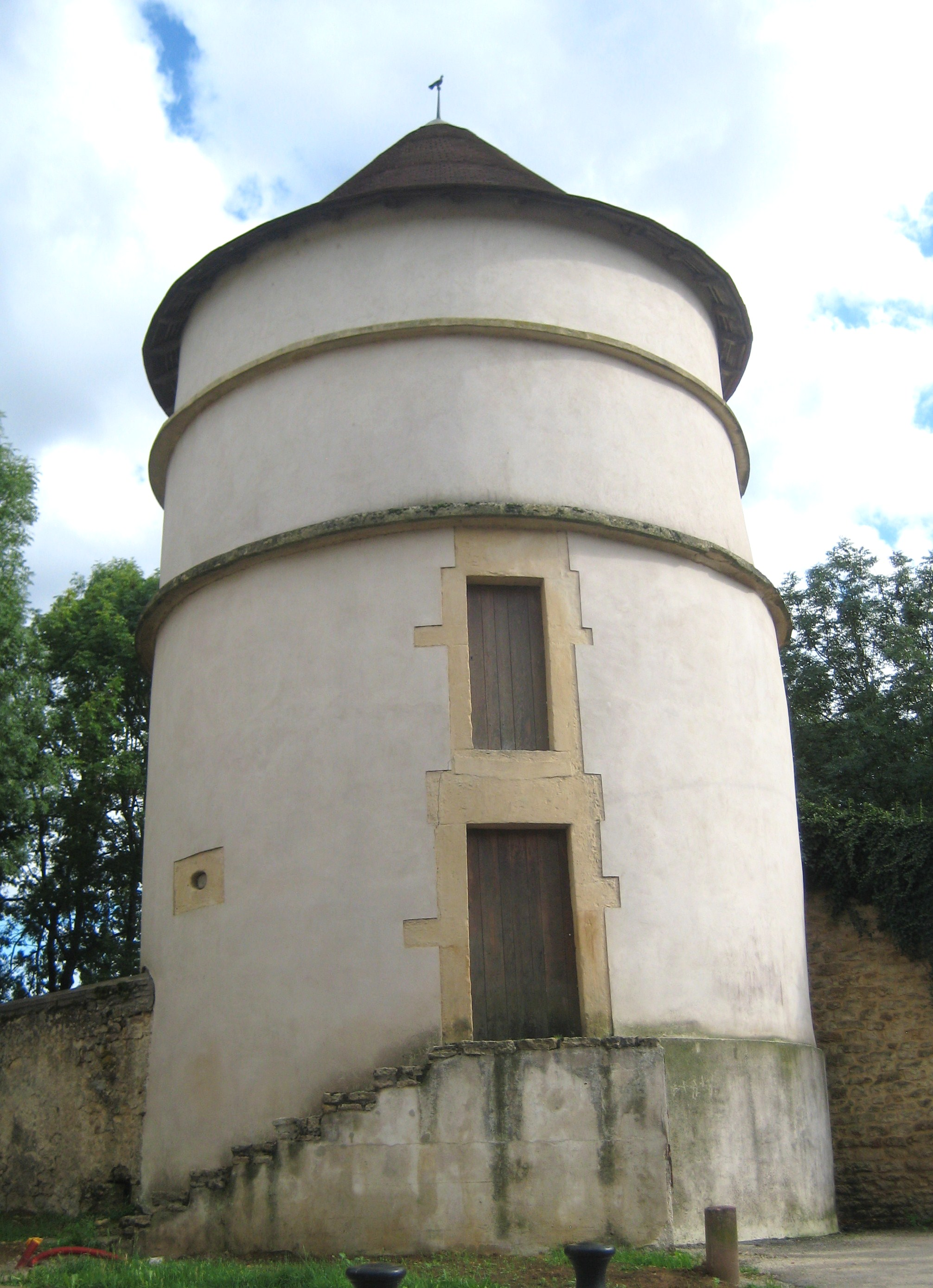
Colombier rond du XVIIIe siècle.

### Héraldique
| Blason de Moineville | Blason  | D'azur aux deux bars adossés accompagnés, en chef et en pointe, de deux croisettes recroisetées au pied fiché, accostés, à dextre, d'un puits de mine et, à senestre, d'un alérion, le tout d'or surmonté d'un écusson d'argent à la croix patriarcale alésée de gueules. |
| Blason de Moineville | Détails | Le statut officiel du blason reste à déterminer. |